# الفكر النسوي
إل بينسامينتو فيمينينو (1913-1916) كانت مجلة نصف شهرية نسائية إسبانية أسستها بينيتا أساس وبيلار فرنانديز سيلفا. تبنت أيديولوجية قريبة من الاشتراكية غير المادية. كرّست جهودها لتحسين الوضع الاجتماعي، القانوني والاقتصادي للمرأة.
| الفكر النسوي البلد إسبانيا تأسست عام 1913 توقفت عن النشر عام 1916 المحررة بنيتا أساس [editar datos en Wikidata] |
| --- |

## التاريخ
في عام 1913، شاركت أساس، مع خوليا بيغيرو، في محاضرات أقيمت في قسم العلوم الأخلاقية والسياسية بأتينيو مدريد. في 15 أكتوبر، أطلقت مجلة قدمت النسوية كحركة إنسانية وخيرية أساساً. في تقديمها، دافعت أساس عن صحة الفكر النسوي ومساهمته في طليعة التقدم. كان الهدف تشجيع النساء على مقاومة الخضوع واللامبالاة، والنضال من أجل حقوقهن دون مبالغة. كان مجلس التحرير مكوناً بالكامل من نساء. دعم الخط التحريري استقلالية النساء مع الحفاظ على أنوثتهن، واعتبر إيجابياً دعم الحزب الاشتراكي لحقوق النساء رغم انتقاده للأسباب المادية في ذلك الدعم.
في 1914، قدمت أساس، بصفة مديرة ورئيسة تحرير المجلة، مع كاتبات أخريات، عريضة موقعة من مئات من النساء، بينها بلانكا دي لوس ريوس وكونشا إسبينا، للمطالبة بتغيير قوانين الأكاديمية الملكية الإسبانية التي كانت تمنع إميليا باردو بازان من الانضمام إليها.
اختفت المجلة في 1916 بسبب نقص الموارد المالية.